# Кутишенко Олексій Васильович
Олексі́й Васи́льович Кутишенко — старший солдат Збройних Сил України, учасник російсько-української війни, що загинув у ході російського вторгнення в Україну в 2022 році.

## Життєпис
Олексій Кутишенко народився 5 вересня 1995 року в Коростені на Житомирщині. З початком повномасштабного російського вторгнення в Україну мобілізований. Військову службу ніс у складі 95-ї окремої десантно-штурмової бригади. Загинув 25 березня 2022 року. Прощання з полеглим на війні бійцем відбулося 29 березня 2022 року в рідному Коростені на Житомирщині.

## Нагороди
- Орден «За мужність» III ступеня (2022, посмертно) — за особисту мужність і самовіддані дії, виявлені у захисті державного суверенітету та територіальної цілісності України, вірність військовій присязі[3].